# Onard
Onard – miejscowość i gmina we Francji, w regionie Nowa Akwitania, w departamencie Landy.
Według danych na rok 1990 gminę zamieszkiwało 325 osób, a gęstość zaludnienia wynosiła 53 osób/km² (wśród 2290 gmin Akwitanii Onard plasuje się na 856. miejscu pod względem liczby ludności, natomiast pod względem powierzchni na miejscu 1347.).